# Uses of Dynamite by U.S. Engineering Corps
Uses of Dynamite by U.S. Engineering Corps è un cortometraggio muto del 1913. Il nome del regista non viene riportato nei credit del film.

## Produzione
Il film fu prodotto dalla Vitagraph Company of America.

## Distribuzione
Distribuito dalla Vitagraph Company of America, il film - un cortometraggio di 75 metri - uscì nelle sale cinematografiche statunitensi il 1º maggio 1913. Nelle proiezioni, veniva programmato con il sistema dello split reel, accorpato in un'unica bobina con un altro cortometraggio prodotto dalla Vitagraph, la commedia Bunny Versus Cutey.